# Edward Cheserek
Edward Cheserek (né le 2 février 1994) est un athlète kényan, spécialiste des courses de fond et de demi-fond. 

## Biographie
Étudiant à l'Université de l'Oregon à Eugene, Edward Cheserek remporte cinq titres NCAA, trois sur 10 000 mètres en 2014, 2015 et 2016, et deux sur 5 000 mètres en 2015 et 2016.
En 2017 il bat le record du Kenya en salle du mile en 3 min 52 s 01.
Le 9 février 2018, à Boston, il établit la deuxième meilleure performance de tous les temps en salle sur le mile en parcourant la distance en 3 min 49 s 44, à près d'une seconde du record du monde en salle du Marocain Hicham El Guerrouj.
En 2019, Cheserek remporte le 5 km de Carlsbad en 13 min 29 s, égalant ainsi le record du monde de la spécialité.

## Records
| Épreuve   | Épreuve | Performance   | Lieu     | Date           |
| --------- | ------- | ------------- | -------- | -------------- |
| Plein air | 1 500 m | 3 min 36 s 50 | Pullman  | 18 mai 2014    |
| Plein air | Mile    | 4 min 3 s 29  | New York | 11 juin 2011   |
| Salle     | 1 500 m | 3 min 33 s 76 | Boston   | 9 février 2018 |
| Salle     | Mile    | 3 min 49 s 44 | Boston   | 9 février 2018 |